# جناح راست جمهوری اسلامی ایران

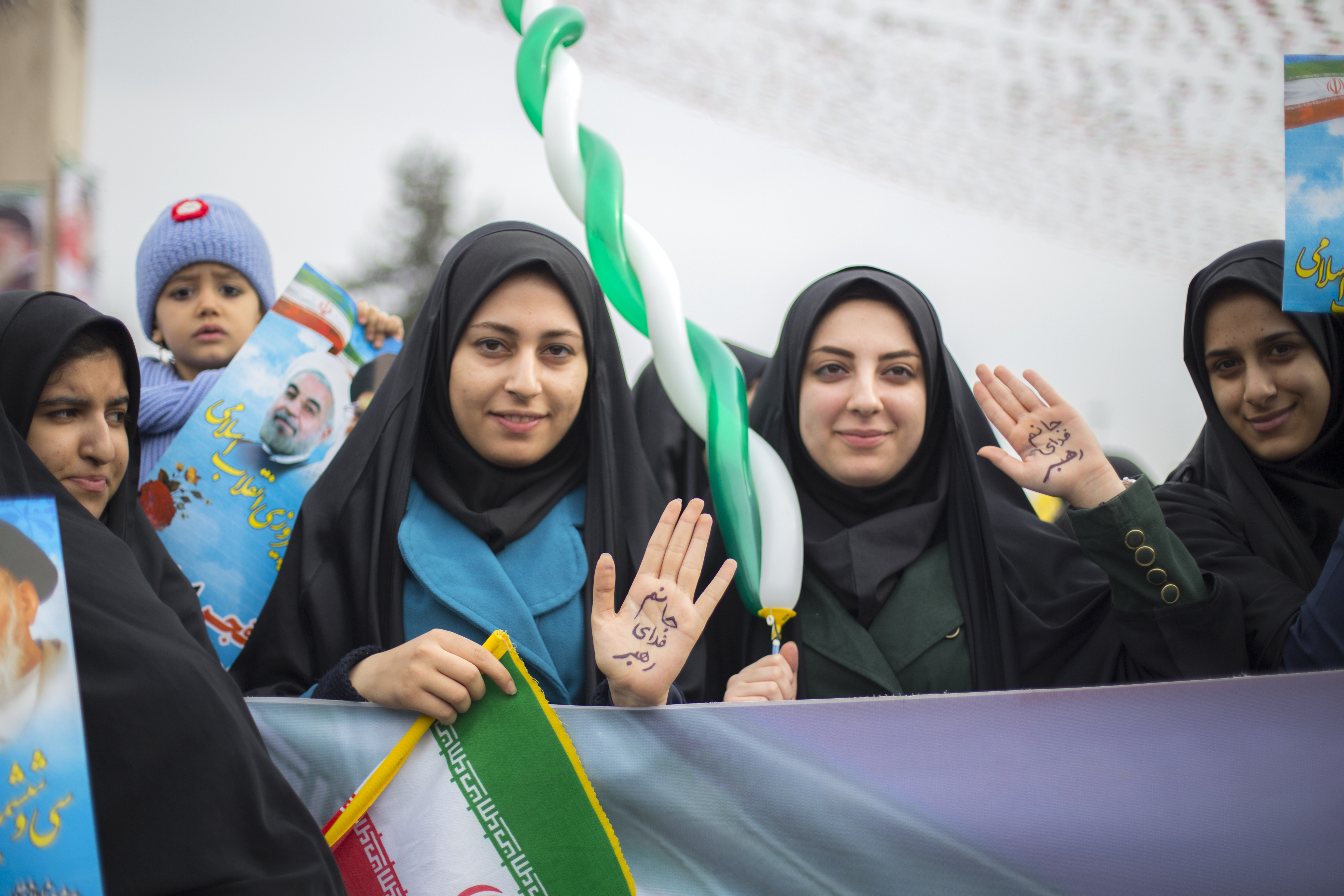
طرفداران جناح راست در راهپیمایی روز ۲۲ بهمن ماه

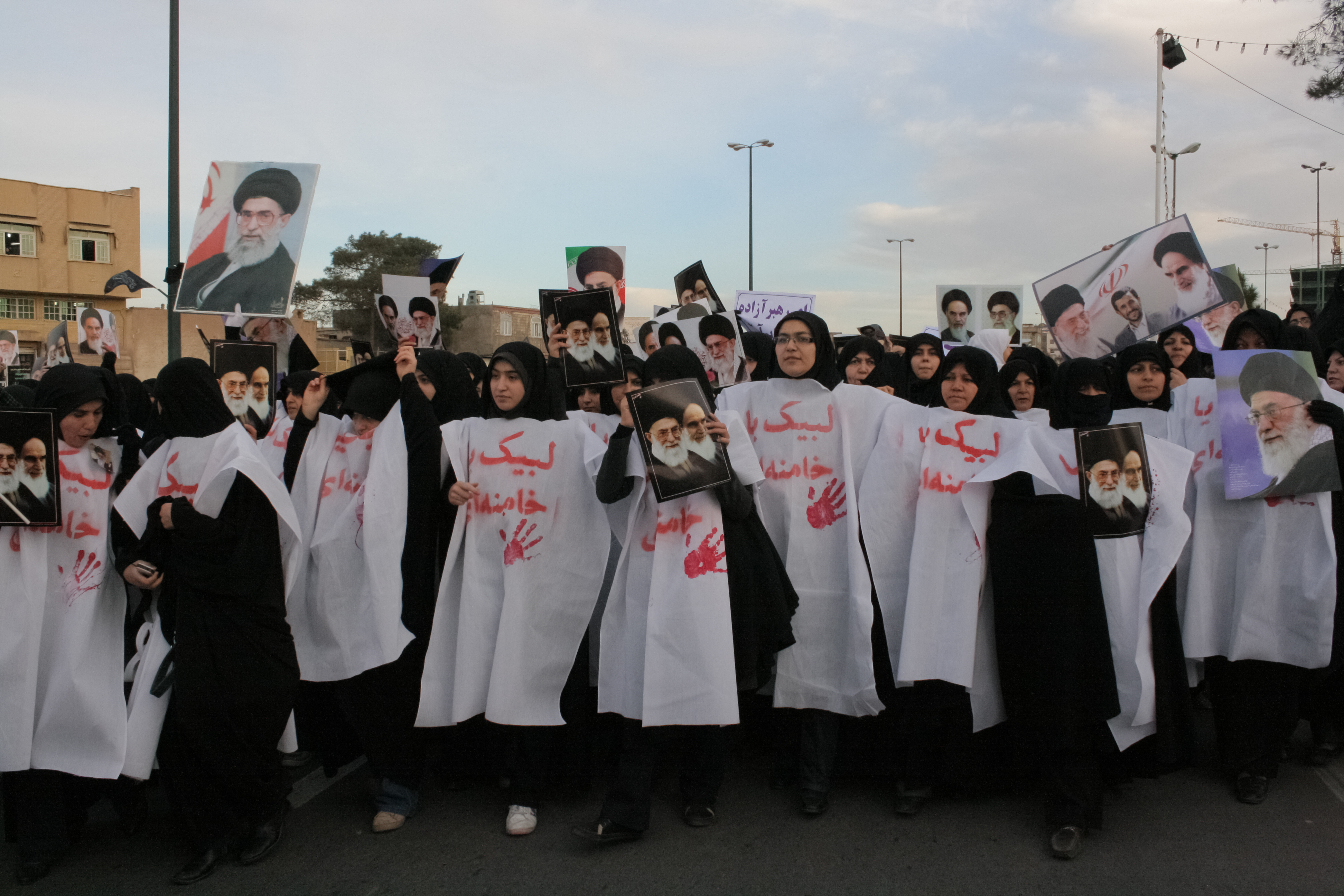
راهپیمایی اعتراضی زنان طرفداران جناح راست جمهوری اسلامی ایران (با حجاب اسلامی و کفن) در سال ۱۳۸۸، از درب خانه روح الله خمینی به سمت منزل یوسف صانعی از مراجع تقلید در شهر قم

جناح راست جمهوری اسلامی ایران یا جناح راست سنتی یکی از دو جناح قدرت سیاسی سابق، در ایران است که در نتیجهٔ تحولات سیاسی بعد از انقلاب ۱۳۵۷ و در رقابت با جناح چپ شکل گرفت و به حمایت از اقتصاد آزاد در مقابل چپ ها که حامی اقتصاد دولتی بودند می‌پرداخت. بعد ها بخشی از این جناح به اصلاح طلبان و بخش دیگر به اصولگرایان پیوستند. در جناح راست،گروه‌های معتقد به راست سنتی، بعد از سال ۱۳۷۸ به جناح اصول‌گرایان معروف شدند و گروه هایی که خود را راست مدرن می‌نامیدند مانند جریان کارگزاران سازندگی و از راست سنتی بازارگرا انشعاب کرده‌ بودند با چپ های سابق که در تفکرات سابق خود تجدید نظر کرده بودند، متحد شدند و جناح جدید اصلاح طلبان را تشکیل دادند. جناح راست پس از درگذشت سید روح‌الله خمینی حدود دو دوره دولت را در دست داشت. پس از سال ۱۳۷۸ و در انتخابات مجلس ششم تا ۱۳۸۱ و انتخابات شوراها، جریان اصول‌گرایان از دل جریان راست متولد شد. راست مدرن واژه‌ایست که بهزاد نبوی برای توصیف چیستی احزابی مثل کارگزاران سازندگی بکار برد و مسطلح شد.

## زمینه‌های پیدایش

### زمینه‌های اعتقادی جناح راست
در سال‌های پس از انقلاب اسلامی نیز در مقابل گرایش‌های روشنفکری مذهبی که تمایل به تغییر ساختارهای مذهبی موجود را دنبال کرده‌ است، جریاناتی که مایل به حفظ وضع موجود و مخالف تغییر در ساختارها و باورهای سنتی بوده‌اند (از طرف روشنفکران) به راستگرا یعنی مدافع وضع موجود مشهور شده‌اند. واژه‌های بنیادگرایی یا اصول گرایی از طرف خود این افراد برای توصیف خط و مشی فکری شان به کار می‌رود. عمده جریانات مذهبی و دستگاه و طبقه روحانیت عمدتاً در این خط و طیف فکری شناخته شده‌اند. انتقاد روشنفکران مذهبی به اصول‌گرایان آنچه آن‌ها «تفسیر خشونت‌آمیز و متحجرانه و انحرافی از دین» می‌نامند بوده و در مقابل اصول‌گرایان روشنفکران مذهبی را «اهل مسامحه بر سر ارزش‌های مذهبی» و «غرب‌زده» دانسته‌اند.
جناح راست همواره بر رعایت قانون اساسی، دفاع از حقوق و آزادی که در قانونی اساسی آمده تاکید می کند و مشروعیت نظام جدید را بر مبنای حکم علمای دین می داند. 
به طور کلی این گروه بر ولایت مطلقه فقیه، حفظ فرهنگ سنّتی، مدیریت دینی تأکید می‌کنند. 

### زمینه اقتصادی
شکل گیری جناح راست پس از عزل بنی صدر شکل گرفت. این گروه ابتدا در حوزه اقتصاد و سپس در سایر حوزه‌ها با جناح چپ اختلاف پیدا کردند. گروه راست مخالف اصلاحات ارضی، سهمیه‌بندی کالاها، ناراضی از دولتی شدن تجارت داخلی، و اساساً مخالف مداخله گسترده دولت در اقتصاد بود. 
زمانی که میرحسین موسوی نخست‌وزیر کشور گردید و به‌دلیل دولتی کردن اقتصاد و دیگر اقدامات چپ‌گرایانه خود سبب شد عده‌ای در مجلس دوم مخالف اقدامات وی شوند. اوج فعالیت جناح راست در مجلس دوم و مخالفت با دور دوم نخست‌وزیری موسوی بود که ماجرای مخالفت 99 نماینده مجلس با او پیش آمد و خود به بحرانی دیگر تبدیل شد.
به‌طور سنتی جناح راست در ایران از دو طبقه روحانیت سنتی و تشکل‌های مذهبی مرتبط با بازارهای سنتی توزیعی تشکیل شده‌است. همین اختلاف در پایگاه اقتصادی، اختلافات سیاسی شدیدی را در سال‌های ابتدای دهه شصت و خصوصاً در رابطه با سیاست‌های اقتصادی دولت میرحسین موسوی در زمان جنگ میان انقلابیون ایجاد کرد که عامل کلیدی انشعاب دو جناح راست و چپ در درون نظام بود. به‌طور مثال حرب موتلفه اسلامی به عنوان بدنه اصلی جناح راست، که بخش اصناف آن (مشهور به موتلفه بازار) قوی‌ترین شاخه آن شناخته می‌شود، از نظر اقتصادی مخالف کنترل کامل وزارت بازرگانی و وزارت اقتصاد و دارایی بر همه فعالیت‌های تجاری و مبادلات اقتصادی بود (و می‌باشد).

## پیشینهٔ سیاسی
اختلافات و دیدگاه‌های گوناگون پس از انقلاب اسلامی ایران، موجب شد تا در سال ۱۳۶۶ جامعه روحانیت مبارز دچار اختلافات اساسی میان اعضا شده و مجمع روحانیون مبارز با انشعاب از جامعه روحانیت مبارز جدا شود. اختلافات طولانی میان اعضای سازمان مجاهدین انقلاب اسلامی نیز به عنوان یکی از اصلی‌ترین تشکل سیاسی غیر روحانی در درون حزب جمهوری اسلامی نیز به وقوع پیوست که در سال ۱۳۶۱ عملاً اعضای چپگرا از آن خارج شدند و سازمان منحل شد. جمعیت موتلفه اسلامی در حقیقت بزرگ‌ترین و قدیمی‌ترین تشکل مذهبی درون ساختار جمهوری اسلامی بود که افراد گوناگونی را با عقاید مختلف تا عمده تشکلات مذهبی قدیمی همچون انجمن جامعه اسلامی بازار و اصناف، هیئت‌های عزاداری بازار و … و ادامه جریان‌های مرتبط با فداییان اسلام را دربر می‌گرفت. پس از شهادت تعداد زیادی از چهره‌های مطرح همچون مرتضی مطهری و بروز اختلافات فکری و نظری در درون نظام، به دلیل گرایش‌ها و سمت سوی قالب در جمعیت موتلفه اسلامی، این سازمان در کنار جامعه روحانیت مبارز بدنه اصلی جناح راست را تشکیل می‌دادند. به دلیل وابستگی حزبی سید علی خامنه‌ای به جامعه روحانیت مبارز و نزدیکی به جمعیت موتلفه اسلامی، نفوذ و قدرت جناح راست، پس از انتساب وی به رهبری افزایش چشمگیری داشت.
در دهه شصت و نیمه اول دهه هفتاد از اصطلاح جناح راست و جناح چپ در ادبیات سیاسی ایران استفاده می‌شد
محافظه‌کاران نامی است که گروه‌های پیروز انتخابات دوم خرداد به رقیبان سیاسی خود دادند. این اصطلاح در قالب ادبیات سیاسی مصطلح فرامرزی شناخته شده‌است. اما تطبیق آن بر مجموعه متنوعی از حزب‌ها، گروه‌ها و شخصیت‌های سیاسی گوناگون در ایران چندان درست به نظر نمی‌رسد. در برابر در واکنش به اصلاح‌طلبان، طیف مقابل از عبارت اصول‌گرایان برای توصیف خود استفاده کردند.

## تشکیلات سیاسی
شناخته‌ترین گروه‌های راستی حزب موتلفه اسلامی و جامعه روحانیت مبارز تهران هستند که در کنار همدیگر رهبری جبهه پیروان خط امام و رهبری را برعهده دارند. برخی گروه‌های مذهبی ایران مانند روحانیون و هیئت‌های مذهبی در داخل این عنوان گنجانده می‌شوند.

### جامعه روحانیت مبارز
با شکست قیام ۱۵ خرداد، به این موضوع پی برده شد که علت شکست، عدم وجود تشکیلاتی منسجم بوده‌است. در سال ۱۳۵۶ به تأکید سید روح‌الله خمینی و با حمایت از مرتضی مطهری، نخستین هستهٔ جامعهٔ روحانیت شکل گرفت. برنامه‌ریزی راه‌پیمایی‌ها، سخنرانی در مساجد، تهیهٔ شعارها، و هماهنگی و سازماندهی مبارزه ضد حکومت پهلوی عمدتاً برعهدهٔ جامعهٔ روحانیت مبارز بود. اساسنامهٔ جامعهٔ روحانیت مبارز در سال ۱۳۵۷ تدوین شد. در آذر ۱۳۵۸ به توصیهٔ سید روح‌الله خمینی اساسنامهٔ جدیدی تنظیم و بسیاری از بندهای اساسنامهٔ پیشین حذف شد و نام آن به «جامعهٔ روحانیت مبارز تهران» تغییر یافت. آخرین تغییر در اساسنامه مربوط به ۲۹ مرداد ۱۳۷۵ بود که نام جامعه به «جامعهٔ روحانیت مبارز استان تهران» تغییر یافت.

### حزب موتلفه اسلامی
حزب مؤتلفه اسلامی یا هیئت‌های موتلفه اسلامی، از ائتلاف ۳ هیئت مذهبی پیرو خمینی در منزل وی، شکل یافت. هیئت‌های ائتلاف‌کننده شامل هیئت مسجد شیخ علی، هیئت اصفهانی‌ها و هیئت موید بود.
این تشکل اسلامی که با نام‌های هیئت‌های موتلفه اسلامی، جمعیت هیئت‌های موتلفه اسلامی، حزب موتلفه اسلامی و… نیز شناخته می‌شود، در شکل‌گیری و هدایت قیام ۱۵ خرداد ۱۳۴۲ نقش داشت. موتلفه اسلامی، اصل مبارزاتی خود را بر مبارزه سیاسی نهاده. اما، پس از تبعید خمینی شاخه نظامی آن، مبارزه نظامی را آغاز نمود و با ترور حسنعلی منصور (نخست‌وزیر شاه که کاپیتولاسیون را به تصویب رسانده بود) مهم‌ترین اقدام مسلحانه خود را در کارنامه خویش ثبت نمود. پس از دستگیری سران اولیه آن، بقایای آن را باهنر اداره کرده و موتلفه دوم را راه‌اندازی نمودند.
این تشکل، در سالهای قبل از انقلاب در مبارزات حضور داشت و پس از پیروزی انقلاب اسلامی، برخی از اعضای آن در شورای انقلاب اسلامی عضویت یافتند. با شکل‌گیری حزب جمهوری اسلامی، این تشکل، فعالیت خود را درون این حزب دنبال نمود و با تعطیلی فعالیت‌های حزب جمهوری اسلامی، به فعالیت‌های سیاسی خود، با نام جمعیت موتلفه اسلامی ادامه داد.
مؤتلفه اسلامی، در دیماه سال ۱۳۸۲، در هفتمین مجمع عمومی خود، به «حزب موتلفه اسلامی» تغییر نام داد.
از چهره‌های مؤثر موتلفه اسلامی، می‌توان به مهدی عراقی، حاج مهدی بهادران و لاجوردی، اندرزگو، بخارایی، امانی، صفارهرندی، نیک نژاد، اسلامی، احمد شهاب، درخشان و… اشاره کرد. از میان چهره‌های سیاسی موجود نیز، می‌توان از حبیب‌الله عسگراولادی، اسدالله بادامچیان، محمد نبی حبیبی، حمیدرضا ترقی، علی اکبر پرورش، توکلی بینا، کاظم انبارلویی، حسین انواری، فاطمه رهبر و حسن صبوری سخنگوی جدید حزب نام برد. ارگان رسمی این حزب هفته نامه شما است.

## عملکرد انتخاباتی
ریاست‌جمهوری
| سال  | نامزد مورد حمایت    | وابستگی             | نتیجه  |
| ---- | ------------------- | ------------------- | ------ |
| ۱۳۶۴ | سید علی خامنه‌ای     | حزب جمهوری اسلامی   | پیروزی |
| ۱۳۶۸ | اکبر هاشمی رفسنجانی | جامعه روحانیت مبارز | پیروزی |

| سال  | ائتلاف                              | سیاست                        | نتیجه  |
| ---- | ----------------------------------- | ---------------------------- | ------ |
| ۱۳۷۲ | تشکل‌های اسلامی همسو                 | حمایت از اکبر هاشمی رفسنجانی | پیروزی |
| ۱۳۷۶ | تشکل‌های اسلامی همسو                 | حمایت از علی‌اکبر ناطق نوری   | شکست   |
| ۱۳۸۰ | شورای هماهنگی نیروهای انقلاب اسلامی | عدم موضع‌گیری                 | —      |
| ۱۳۸۰ | جبهه پیروان خط امام و رهبری         | اعلام موضع سکوت              | —      |

## فراکسیون‌های پارلمانی
| ◎ | رهبر پارلمانی جناح راست      |
|   | فراکسیون حائز اکثریت در مجلس |

| دوره | سال‌ها     | فراکسیون                         |
| ---- | --------- | -------------------------------- |
| ۲    | ۱۳۶۷–۱۳۶۳ | —                                |
| ۳    | ۱۳۷۱–۱۳۶۷ | —                                |
| ۴    | ۱۳۷۵–۱۳۷۱ | —                                |
| ۵    | ۱۳۷۹–۱۳۷۵ | حزب‌اللهرئیس: موسوی حسینی         |
| ۶    | ۱۳۸۳–۱۳۷۹ | خط امام و رهبریرئیس: حداد عادل ◎ |